# Zornella armata
Zornella armata – gatunek pająka z rodziny osnuwikowatych.

## Taksonomia
Gatunek opisany w 1906 roku przez N. Banksa jako Tmeticus armatus. J. H. Emerton przeniósł go najpierw, w 1911 do rodzaju Lophocarenum, a potem w 1920 do rodzaju Gongylidium. W 2007 umieszczony w rodzaju Zornella przez Marusika, Buckle'a i Koponena.

## Występowanie
Gatunek występuje na Alasce, w Kanadzie i Stanach Zjednoczonych.